# Kaarna säär
Kaarna säär ist eine Halbinsel und Isthmus in der Landgemeinde Saaremaa im Kreis Saare auf der größten estnischen Insel Saaremaa. Die Halbinsel bildet die Grenze zwischen den Buchten Soolaht und Ärmbu abaja. Die Halbinsel befindet sich im Kahtla-Kübassaare hoiuala. Das Ende der Halbinsel wird als Pennu laiu nina bezeichnet.
Die Halbinsel ist 1,1 Kilometer lang und 350 Meter breit.